# منطقه نازعات

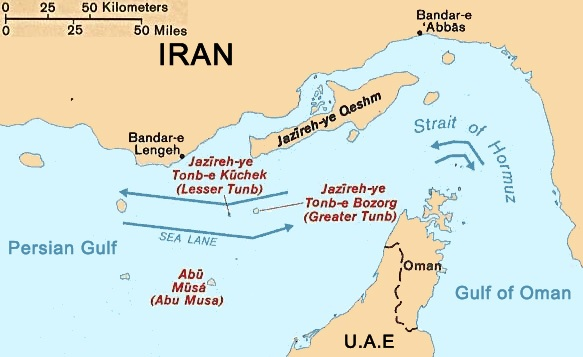
جزیره ابوموسی و منطقه نازعات

منطقهٔ نازعات به مجموعه چهار جزیره تنب بزرگ، تنب کوچک، بوموسی و سیری در خلیج فارس در نزدیکی تنگه هرمز گفته می‌شود. این جزایر به عنوان دژ دفاعی تنگه هرمز به‌شمار می‌آید.